# Hirmoneura bellula
Hirmoneura bellula är en tvåvingeart som först beskrevs av Philippi 1865.  Hirmoneura bellula ingår i släktet Hirmoneura och familjen Nemestrinidae. Inga underarter finns listade i Catalogue of Life.